# Aiura turu
Aiura turu är en stekelart som beskrevs av Onody och Penteado-dias 2006. Aiura turu ingår i släktet Aiura och familjen brokparasitsteklar. Inga underarter finns listade i Catalogue of Life.